# 柴咲幸
柴咲幸（日语：／ Shibasaki Kō；1981年8月5日—），中文也作柴崎幸，是出身於日本東京都的女性影視歌三棲藝人，本名山村幸惠（／ Yamamura Yukie）。經紀公司為Les Trois Graces並擔任CEO，唱片公司為Victor Entertainment。

## 經歷
本名山村幸惠，14歲時迷上川上純子漫畫，視《少女肯妮亞》短篇《GOLDEN DELICIOUS APPLE SHERBET》女主角柴崎紅爲偶像，遂以日語同音的作爲藝名。其中「咲」同「笑」，日語亦有花開之意。由於當時中文BIG5編碼無此字，臺港媒體打不出「咲」字，遂用日語同音字「崎」代替，並被臺灣環球音樂採為中文譯名，其本人也曾在日本使用刻著「柴崎幸」的印章。
柴咲幸14歲時被星探發掘入行，隨即參與電視節目和廣告演出。2000年正式進軍大銀幕，其中在《大逃殺》一片精彩演出而一舉成名，遠至東南亞甚至美國都不乏支持者。後來在《GO!大暴走》一片也備受矚目，在影壇奠定地位。
2002年的年初，以歌手身分發行音樂作品《Trust my feelings》，2003年以電影《黃泉歸來》片中角色「RUI」的名義，發行了電影主題曲〈月的點滴〉，銷售83萬張，為其出道以來最高銷量單曲。
2004年上映的電影《在世界的中心呼喊愛情》造成話題。此片的原著為片山恭一的小說，2001年推出時原本銷售成績不佳，但因柴咲幸於《達文西》雜誌上刊登文章時表示自己是流著眼淚讀完這本小說的，並表示「希望自己的一生也能談一次這樣的戀愛」。之後出版社才將這段文字印上封面書腰，隨後引發銷售熱潮，並狂銷超過350萬本，引爆日本「純愛」風潮。其後亦被改編為電影、電視劇、漫畫及舞台劇。電影版由長澤雅美擔任女主角，電視版則由綾瀨遙擔任女主角，廣播劇由宮崎葵配音。
2007年起，與福山雅治合演電視劇《神探伽利略》系列創下高收視率，兩人組成團體KOH+，並發行單曲為電視劇及其電影版《嫌疑犯X的獻身》的主題曲。2008年，柴咲幸發行《Single Best》（柴精選）、《The Back Best》（柴自選）兩張專輯，兩者發行當週即空降日本公信榜第一名。
柴咲幸的電影主要代表作為《黃泉路》（2003）飾演歌手RUI、《在世界中心呼喊愛》、《縣廳之星》、《日本沉沒》以及《多羅羅》，電視劇主要代表作為《夢想飛行Good Luck》、《Orange Days》、《某某妻》和《偵探伽利略》，由於演出了高收視率的《夢想飛行Good Luck》（最高收視率37），2007年演出的《偵探伽利略》因大受好評而於2008年電影化。
2014年8月27日，發表新曲《蒼い星》並宣布唱片公司移籍至Victor Entertainment。
2015年，日本放送協會（NHK）公布由柴咲幸主演2017年度大河劇「女城主直虎」，詮釋戰國女城主井伊直虎一角。此為柴咲幸首次演出NHK戲劇，並且擔任大河劇主角。
2017年11月宣佈為其於2016年成立的Les Trois Graces公司擔任首席執行官，但該公司當時僅負責歌手和新業務，演員業務仍然由原事務所星塵傳播負責。
2020年3月31日正式離開原事務所星塵傳播，所有業務皆由Les Trois Graces負責。

## 人物
- 小時候想當保姆和開花店。
- 國中時期為排球隊員[8]。
- 喜歡《名偵探柯南》。從一開始連載就會閱讀關注[9]。2013年，她在柯南剧场版《名侦探柯南：绝海的侦探》中为女自衛官藤井七海配音。
- 視力很差，約0.1。但拍戲時幾乎不戴隱形眼鏡，表示是因為「現場工作人員很多，看不見比較不會不好意思」[10]。戲外都戴眼鏡[11]。
- 和人往來較被動慢熱[12]。因此和合作演員打成一片所花的時間較多[13]。
- 喜歡貓。養了兩隻貓，取名「のえる（Noeru）」和「るな（Runa）」。老家亦養了兩隻貓叫「アノン（Anon）」和「タニン（Tanin）」。
- 雙親皆為北海道人（柴咲曾在電視節目中和演唱會上提及）。長相與母親相似。
- 2006年，曾與妻夫木聰因合作電視劇《Orange Days》傳出緋聞，其後分手。
- 和同一家經紀公司的竹內結子會私下一起去吃飯。和吉高由里子在《神探伽利略》合作之前即認識，吉高稱柴咲為「小幸（コウちゃん）」[14]。

## 音樂作品

### 單曲
| #    | 發行日期       | 日文標題                           | 中文標題               | 最高名次 | 初動      | 累積      | 在榜週數 |
| ---- | -------------- | ---------------------------------- | ---------------------- | -------- | --------- | --------- | -------- |
| 1st  | 2002年7月24日  | Trust my feelings                  | -                      | 50位     | 3,620張   | 5,770張   | 2回      |
| 2nd  | 2003年1月15日  | 月のしずく (RUI名義)               | 月的點滴               | 1位      | 9,736張   | 831,472張 | 92回     |
| 3rd  | 2003年6月4日   | 眠レナイ夜ハ眠ラナイ夢ヲ           | 失眠的夜 不眠的夢      | 7位      | 24,109張  | 58,039張  | 9回      |
| 4th  | 2003年9月3日   | 思い出だけではつらすぎる           | 只有回憶太難過         | 9位      | 17,920張  | 37,893張  | 10回     |
| 5th  | 2004年1月14日  | いくつかの空                       | 幾重天                 | 10位     | 14,524張  | 37,555張  | 7回      |
| 6th  | 2004年8月11日  | かたち あるもの                    | 存在                   | 2位      | 157,626張 | 634,711張 | 43回     |
| 7th  | 2005年2月16日  | Glitter                            | 閃耀                   | 6位      | 37,344張  | 86,377張  | 12回     |
| 8th  | 2005年10月5日  | Sweet Mom                          | 親愛媽咪               | 3位      | 27,368張  | 61,741張  | 9回      |
| 9th  | 2006年2月15日  | 影                                 | 影                     | 2位      | 35,448張  | 92,036張  | 13回     |
| 10th | 2006年8月9日   | invitation                         | 邀請                   | 9位      | 20,784張  | 48,019張  | 10回     |
| 11th | 2006年12月6日  | actuality                          | 真實                   | 20位     | 12,577張  | 20,778張  | 6回      |
| 12th | 2007年2月21日  | at home                            | 家                     | 24位     | 6,401張   | 9,024張   | 3回      |
| 13th | 2007年3月28日  | ひと恋めぐり                       | 遇見愛                 | 8位      | 13,430張  | 45,684張  | 13回     |
| 14th | 2007年5月30日  | Prism                              | 三稜鏡                 | 20位     | 8,421張   | 14,989張  | 5回      |
| 15th | 2007年11月21日 | KISSして (KOH+名義)                | 親親                   | 3位      | 54,639張  | 147,000張 | 17回     |
| 16th | 2008年6月4日   | よくある話 〜喪服の女編〜          | 常有的事～喪服之女篇～ | 6位      | 16,432張  | 27,043張  | 6回      |
| 17th | 2008年10月1日  | 最愛 (KOH+名義)                    | 最愛                   | 5位      | 43,217張  | 107,000張 | 20回     |
| 18th | 2009年3月4日   | 大切にするよ                       | 我會珍惜               | 16位     | 8,760張   | 13,703張  | 6回      |
| 19th | 2009年9月16日  | ラバソー 〜lover soul〜            | 愛情靈魂～lover soul～ | 3位      | 17,201張  | 37,529張  | 11回     |
| 20th | 2010年4月14日  | ホントだよ                         | 是真的                 | 8位      | 8,672張   | 14,417張  | 6回      |
| 21st | 2010年11月3日  | EUPHORIA                           | -                      | 15位     | 6,077張   | 8,025張   | 3回      |
| 22nd | 2011年2月9日   | 無形スピリット                     | 無形的靈魂             | 12位     | 9,488張   | 14,272張  | 5回      |
| 23rd | 2011年4月20日  | wish                               | -                      | 12位     | 3,997張   | 5,524張   | 3回      |
| 24th | 2012年3月14日  | Strength                           | -                      | 26位     | 4,532張   | 5,568張   | 3回      |
| 25th | 2012年6月13日  | ANOTHER:WORLD                      | -                      | 12位     | 7,331張   | 10,527張  | 4回      |
| 26th | 2012年10月31日 | My Perfect Blue/ゆくゆくは         | -                      | 28位     | 4,188張   | 5,425張   | 3回      |
| 27th | 2013年5月29日  | 恋の魔力 （KOH+ 名義）             | 戀愛魔力               | -        | -         | -         | -        |
| 27th | 2014年4月16日  | ラブサーチライト                   | 愛的探照燈             | 22位     | 3,338張   | 6,197張   | 5回      |
| 28th | 2014年8月27日  | 蒼い星                             | -                      | 36位     | 3,578張   | 3,984張   | 2回      |
| 29th | 2015年3月25日  | 素直                               | -                      | -        | -         | -         | -        |
| 30th | 2015年11月25日 | 野性の同盟                         | -                      | 38位     | 2,709張   | 3,573張   | 3回      |
| 31th | 2016年5月21日  | 永遠のAstraea                      | -                      | -        | -         | -         | -        |
| 32th | 2017年10月18日 | いざよい（「柴咲 神宮」Live Ver.） | -                      | -        | -         | -         | -        |
| 33th | 2018年5月30日  | Blessing                           | -                      | -        | -         | -         | -        |
| 34th | 2019年2月20日  | Maps                               | -                      | -        | -         | -         | -        |
| 35th | 2019年3月27日  | The silhouette (The silhouette)    | -                      | -        | -         | -         | -        |
| 36th | 2019年4月24日  | silence                            | -                      | -        | -         | -         | -        |
| 37th | 2020年8月5日   | BIRTH                              | -                      | -        | -         | -         | -        |
| 38th | 2020年10月14日 | ひとかけら (Hitokakera』           | -                      | -        | -         | -         | -        |
| 39th | 2022年12月7日  | TRUST                              | -                      | -        | -         | -         | -        |

### 專輯

#### 原創專輯
| #   | 發行日期       | 日文標題          | 中文標題     | 最高名次 | 初動      | 累積      | 在榜週數 |
| --- | -------------- | ----------------- | ------------ | -------- | --------- | --------- | -------- |
| 1st | 2004年2月11日  | 蜜                | 甜蜜         | 2位      | 155,215張 | 441,563張 | 68回     |
| 2nd | 2005年12月14日 | ひとりあそび      | 一個人的遊戲 | 6位      | 54,026張  | 113,063張 | 13回     |
| 3rd | 2007年4月25日  | 嬉々♥             | 嬉嬉         | 3位      | 56,101張  | 119,975張 | 12回     |
| 4th | 2009年11月18日 | Love Paranoia     | 愛情妄想     | 2位      | 41,581張  | 93,870張  | 14回     |
| 5th | 2011年5月18日  | CIRCLE CYCLE      | 無限循環     | 3位      | 17,926張  | 29,533張  | 8回      |
| 6th | 2012年12月12日 | リリカル*ワンダー | -            | 20位     | 8,447張   | 12,645張  | 6回      |

#### galaxias!名義的作品
| #   | 發行日期       | 日文標題  | 形態       |
| --- | -------------- | --------- | ---------- |
| 1st | 2011年11月23日 | galaxias! | 錄音室專輯 |

#### 迷你專輯
| #   | 發行日期      | 日文標題                                                  |
| --- | ------------- | --------------------------------------------------------- |
| 1st | 2019年5月1日  | Blessing                                                  |
| 2nd | 2022年9月14日 | ヒトツボシ 〜ガリレオ Collection 2007-2022〜 （KOH+名義） |

#### 翻唱專輯
| #   | 發行日期       | 日文標題                                            | 形態     | 最高名次 | 初動    | 累積     | 在榜週數 |
| --- | -------------- | --------------------------------------------------- | -------- | -------- | ------- | -------- | -------- |
| 1st | 2015年6月17日  | こううたう                                          | 翻唱專輯 | 12位     | 7,683張 | 13,784張 | 9回      |
| 2nd | 2016年7月20日  | 続こううたう                                        | 翻唱專輯 | 10位     | 6,143張 | 10,246張 | 7回      |
| 3rd | 2023年11月29日 | KO SHIBASAKI ACTOR'S THE BEST -Melodies of Screens- | 翻唱專輯 | 14位     | -       | -        | -        |

#### 精選專輯
| #   | 發行日期       | 日文標題                      | 中文標題            | 最高名次 | 初動      | 累積      | 在榜週數 |
| --- | -------------- | ----------------------------- | ------------------- | -------- | --------- | --------- | -------- |
| 1st | 2008年3月12日  | Single Best                   | 柴精選              | 1位      | 227,423張 | 559,066張 | 46回     |
| 2nd | 2008年3月12日  | The Back Best                 | 柴自選              | 3位      | 40,970張  | 68,897張  | 11回     |
| 3rd | 2008年12月3日  | Best Special Box              | -                   | 54位     | 3,781張   | 9,327張   | 6回      |
| 4th | 2010年6月30日  | Love&Ballad Selection         | 抒情全精選+新歌     | 9位      | 24,901張  | 47,390張  | 11回     |
| 5th | 2017年12月20日 | KO SHIBASAKI ALL TIME BEST 詩 | 15周年紀念精選+新歌 | 33位     | 3,892張   | 6,275張   | 6回      |
| 6th | 2017年12月20日 | KO SHIBASAKI ALL TIME BEST 詠 | 15周年紀念精選+新歌 | 38位     | 3,187張   | 4,348張   | 4回      |

### 音樂錄影帶
| #   | 發行日期       | 標題                                            |
| --- | -------------- | ----------------------------------------------- |
| 1st | 2004年2月11日  | Single Clips                                    |
| 2st | 2012年11月28日 | Orb -Ko Shibasaki 10th Anniversary Premium Box- |

### 演唱會
| #    | 標題                                                                     | 舉辦期間                 | 舉行城市                                                                                        | 影像播出日·電視台                       | 影音作品發行日 |
| ---- | ------------------------------------------------------------------------ | ------------------------ | ----------------------------------------------------------------------------------------------- | --------------------------------------- | -------------- |
| 1st  | invitation LIVE                                                          | 2007年8月3日 - 5日       | 大阪 東京                                                                                       | 2007年9月9日 TBSチャンネル（CS）        | 2007年10月31日 |
| 2nd  | Live Tour 2008 〜1st〜                                                   | 2008年7月26日 - 8月10日  | 福岡 仙台 札幌 名古屋 大阪 東京                                                                 | 2008年10月4日 WOWOW                     | 2008年11月26日 |
| 3rd  | Live Tour 2010 〜ラブ☆パラ〜                                             | 2010年3月5日 - 4月9日    | 戸田 新潟 名古屋 札幌 仙台 静岡 大阪 福岡 広島 東京                                             | 2010年6月17日 WOWOW                     | 2010年8月18日  |
| 4th  | Live Tour 2011 “CIRCLE & CYCLE”                                          | 2011年9月22日 - 11月28日 | 市川 金沢 新潟 京都 秋田 仙台 高松 浜松 広島 名古屋 大阪 熊本 福岡 鹿児島 札幌 八王子 神戸 東京 | 2011年12月23日 WOWOW                    | 2012年3月14日  |
| 5th  | Premium Live Tour 2012 （页面存档备份，存于）                            | 2012年5月9日 - 14日      | 東京 名古屋 大阪                                                                                | 未定                                    | 2012年11月28日 |
| 6th  | Ko Shibasaki 10th Anniversary “X’mas リリカル＊ワンダー＊パーティー”2012 | 2012年12月11             | 東京 澀谷                                                                                       | 2012年12月11日 ニコニコ&Ustream（直播） | 2013年3月27日  |
| 7th  | Ko Shibasaki Live Tour 2013 ～neko's live 猫幸 音楽会～                  | 2013年5月29日 - 6月29日  | 宮城 東京 神奈川 北海道 広島 福岡 愛知 奈良 大阪 兵庫                                           | 未定                                    | 2013年11月13日 |
| 8th  | Ko Shibasaki Live Tour 2015 「こううたう」                               | 2015年9月11 - 10月17日   | 東京 福岡 山梨 愛知 大阪 宮城 北海道 広島 兵庫                                                  | 未定                                    | 2016年2月17日  |
| 9th  | Ko Shibasaki billboard Acoustic Night                                    | 2016年12月4日 - 12月11日 | 東京 大阪                                                                                       | 未定                                    | 未定           |
| 10th | 「柴咲 寺院」～池上本門寺 月夜の宴～                                     | 2017年9月30日            | 東京                                                                                            | 未定                                    | 未定           |
| 11th | 「柴咲 神宮」〜平安神宮 月夜の宴〜                                       | 2017年10月9日            | 京都                                                                                            | 2018年7月15日 WOWOW                     | 2018年4月25日  |
| 12th | 柴咲コウ CONCERT TOUR 2018 ～ART THE KO～                                | 2018年9月1日 - 10月18日  | 長野 大分 広島 静岡 宮城 大阪 東京                                                              | 未定                                    | 2019年5月1日   |
| 13th | 柴咲コウ CONCERT TOUR 2019 ～EARTH THE KO～                              | 2019年4月6日 - 5月10日   | 広島 京都 横浜 名古屋                                                                           | 2019年6月1日 WOWOW                      | 未定           |

## 戲劇作品

### 電視劇
| 首播時間                  | 劇名                                                                  | 播放頻道 | 飾演         | 備註                                |
| ------------------------- | --------------------------------------------------------------------- | -------- | ------------ | ----------------------------------- |
| 1998年7月 - 1999年3月     | 倶楽部6                                                               | TBS      | 未知         | 出道初次演出                        |
| 1999年4月                 | 純愛學園                                                              | TBS      | 谷口章子     |                                     |
| 1999年4月                 | PS我很好俊平                                                          | TBS      | カワイ・ミカ |                                     |
| 2000年4月                 | 怪醫黑傑克                                                            | TBS      | 戸山啓子     | 漫畫改編SP                          |
| 2000年4月                 | 傳說中的教師                                                          | NTV      | リエ         |                                     |
| 2001年1月                 | 雙面情人                                                              | NTV      | 奧野朝子     |                                     |
| 2001年10月                | 永田町                                                                | NTV      | 廣瀨鈴子     |                                     |
| 2002年4月12日 - 6月28日   | 夢想加州                                                              | TBS      | 大場琴美     |                                     |
| 2002年4月15日 - 6月24日   | 從天而降億萬顆星星                                                    | CX       | 宮下由紀     |                                     |
| 2002年7月9日              | 戀愛偏差值                                                            | CX       | 吉澤千繪     | 第3章                               |
| 2002年10月9日             | 心理醫生恭介                                                          | NTV      | 淺井智子     | 客串第一集                          |
| 2003年1月                 | 夢想飛行Good Luck                                                     | TBS      | 緒川步實     |                                     |
| 2003年7月                 | 小孤島大醫生                                                          | CX       | 星野彩佳     | 漫畫改編                            |
| 2004年1月9日              | 小孤島大醫生特別篇 或：五島醫生診療所特別篇 （Dr.コトー診療所特別篇） | CX       | 星野彩佳     | 兩回漫畫改編SP                      |
| 2004年4月11日 - 6月20日   | Orange Days                                                           | TBS      | 萩尾沙繪     | 主演                                |
| 2006年10月12日 - 12月21日 | 小孤島大醫生2 或：五島醫生診療所2006 （Dr.コトー診療所2006）          | CX       | 星野彩佳     | 漫畫改編                            |
| 2007年10月15日 - 12月17日 | 神探伽利略                                                            | CX       | 內海薫       | 小說改編 第55回日劇學院賞最佳女配角 |
| 2008年10月                | 柴崎幸 孤獨中的光輝 （柴咲コウ 孤独の中の輝き）                       | NHK-hi   | 柴咲コウ     | 紀錄片                              |
| 2010年4月9日 - 4月11日    | 我家的歷史                                                            | CX       | 八女政子     | 富士電視台開局五十周年紀念          |
| 2011年1月13日 - 3月17日   | 外交官 黑田康作                                                       | CX       | 大垣利香子   |                                     |
| 2013年4月15日             | 神探伽利略2                                                           | CX       | 内海薰       | 第一話                              |
| 2013年6月22日             | 神探伽利略XX：特別篇 內海薰最後的事件                                 | CX       | 内海薰       |                                     |
| 2013年10月13日 - 12月15日 | 安堂機器人                                                            | TBS      | 安堂麻陽     |                                     |
| 2014年10月13日 - 12月22日 | 信長協奏曲                                                            | CX       | 歸蝶         |                                     |
| 2015年1月14日 - 3月18日   | 某某妻                                                                | NTV      | 井納ひかり   | 初次單獨主演                        |
| 2016年11月5日             | 冰之轍                                                                | EX       | 大門真由     | 主演                                |
| 2017年1月8日 - 12月17日   | 女城主 直虎                                                           | NHK      | 井伊直虎     | 初次主演大河劇                      |
| 2018年8月24日             | Dele 刪除人生                                                         | EX       | 澤渡明奈     | 客串                                |
| 2019年4月27日 - 6月1日    | 坡道上的家                                                            | WOWOW    | 山咲里沙子   | 主演                                |
| 2020年4月7日 - 11月27日   | 歡呼                                                                  | NHK      | 雙浦環       | 自第7集開始                         |
| 2020年5月8日              | 這時候製作了部新劇                                                    | NHK      | 柴咲コウ     | 第3夜「轉・幸・生」                 |
| 2020年10月10日 - 12月12日 | 35歲的少女                                                            | NTV      | 今村望美     | 主演                                |
| 2022年4月15日 - 6月17日   | INVISIBLE                                                             | TBS      | 霧子         |                                     |

### 電影
- 1999 東京垃圾女郎（東京ゴミ女）（廣木隆一執導）
- 2000 東京攻略 （Tokyo Raiders）（馬楚成執導）- 飾演 Yumi
- 2000 大逃殺（バトル・ロワイアル） - 飾演 相馬光子（中學三年B班 女生11號）
- 2001 案山子（日语：案山子 KAKASHI）（案山子～KAKASHI）（鶴田法男執導） - 飾演 宮守泉
- 2001 跑啊！一朗（走れ！イチロー）（大森一樹執導） - 飾演 中島美穗
- 2001 大逃殺特別篇（バトル・ロワイアル特別篇）（深作欣二執導） - 飾演 相馬光子（中學三年B班 女生11號）
- 2001 大暴走（日语：GO (小説)#映画） (Go)（行定勲執導） - 飾演 櫻井樁
- 2001 Soundtrack（Soundtrack） - 飾演 美砂
- 2001 化妝師（化粧師～KEWAISHI）（田中光敏執導） - 飾演 中津小夜
- 2002 駕駛 (Drive) - 飾演 酒井菫
- 2003 黃泉歸來（黃泉がえり） - 飾演 RUI
- 2004 鬼來電（著信アリ） - 飾演 中村由美
- 2004 在世界的中心呼喊愛情（世界の中心で、愛をさけぶ） - 飾演 律子
- 2005 KOSE 髮絲物語三部曲（髪からはじまる物語）
- 2005 彩虹下的幸福（メゾン・ド・ヒミコ） - 飾演 沙織
- 2006 縣廳之星（日语：県庁の星#映画）{香港譯為《星級大改造》}（県庁の星） - 飾演 二宮麻紀
- 2006 令人討厭的松子的一生（嫌われ松子の一生） - 飾演 渡邊明日香
- 2006 日本沉沒（にほんちんぼつ） - 飾演 阿部玲子
- 2006 玩命關頭3：東京甩尾（The Fast and the Furious: Tokyo Drift） - 客串
- 2007 多羅羅（どろろ） - 多羅羅
- 2007 舞妓哈哈哈（舞妓 Haaaan!!!） - 飾演 大澤富士子（駒富士）
- 2008 少林少女 - 飾演 櫻澤凜
- 2008 嫌疑犯X的獻身（容疑者Xの献身） - 飾演 內海薰
- 2010 大逃殺3D：十周年特別版 - 飾演  相馬光子
- 2010 蝸牛食堂（食堂かたつむり） - 飾演 倫子
- 2010 大奧：女將軍與她的後宮三千美男 - 飾演 德川吉宗
- 2013 小好小麻佐和子（日语：すーちゃん#映画『すーちゃん まいちゃん さわ子さん』）（すーちゃん まいちゃん さわ子さん） - 飾演 森本好子
- 2013 四十七浪人（47RONIN） - 飾演 美加
- 2014 青天霹靂（日语：青天の霹靂(小説)#映画）（青天の霹靂） - 飾演 花村悦子
- 2014 喰女（喰女-クイメ-） - 飾演 后藤美雪
- 2016 信長協奏曲（電影版） - 飾演 歸蝶
- 2019 爺爺與喵（日语：ねことじいちゃん#映画）（ねことじいちゃん） - 飾演 美智子
- 2021 燃燒吧～劍（日语：燃えよ剣#2021年版）（燃えよ剣） - 飾演 お雪
- 2022 ×××HOLiC（ホリックxxxHOLiC） - 飾演 壹原侑子
- 2022 沉默的遊行（沈黙のパレード） - 飾演 內海薰
- 2022 天間莊的三姊妹（天間荘の三姉妹） - 飾演 イズコ
- 2022 月之圓缺（日语：月の満ち欠け (小説)#映画）（月の満ち欠け） - 飾演 小山内梢
- 2022 小孤島大醫生（Dr.コトー診療所） - 飾演 五島彩佳（星野彩佳）
- 2023 勿說是推理（ミステリと言う勿れ） - 飾演 赤峰ゆら
- 2024 蛇之道（日语：蛇の道 (2024年の映画)） （蛇の道） - 飾演 新島小夜子
- 2025 捏造～被稱為殺人教師的男人（でっちあげ〜殺人教師と呼ばれた男） - 飾演 氷室律子
- 2025 把哥哥帶著走（兄を持ち運べるサイズに） - 飾演 村井理子

### 動畫電影
- 2006 真救世主傳說 北斗之拳 拉歐傳 殉愛之章 - 飾演 蕾娜
- 2007 真救世主傳說 北斗之拳 拉歐傳 激鬥之章 - 飾演 蕾娜
- 2013 名偵探柯南：絕海的偵探（名探偵コナン 絶海の探偵） - 飾演 女自衛官藤井七海
- 2021 神在月的孩子 - 飾演 葉山彌生
- 2023 你想活出怎樣的人生 - 飾演 桐子[15]

## 獎項
- 電影「GO」（2002年）獲得：
  - 第25回 日本電影金像獎 最佳女配角獎和最佳新人獎
  - 第75回 電影旬報 最佳女配角獎
  - 第26回 報知電影賞 最佳女配角獎
  - 第23回 橫濱電影節 最佳女配角獎
  - 第44回 藍絲帶獎 最佳女配角獎
  - 第14回 日刊體育電影大賞 最佳新人獎
  - 第56回 每日電影獎 スポニチグランプリ新人賞
  - 第11回 東京體育電影大賞 最佳新人獎
  - 第12回 日本電影影評人大獎 最佳新人獎
  - 第15回 高崎電影節 最佳新人獎
- 2003年橋田賞
- 電影《彩虹下的幸福》（2006年）
  - 第29回 山路文子電影獎 年度女演員獎
  - 第1回 大阪電影節 最佳女主角獎
- 日劇《在世界的中心呼喊愛情》（2004年）
  - 第42回日劇學院賞 最佳主題曲
- 日劇《破案天才伽利略》（2008年）
  - 第55回日劇學院賞 最佳女配角 最佳主題曲(與福山雅治組的樂團KOH+)

## 廣告
- COFFRET DO'R（2007年－）
- JACCS信用卡（2008年－）
- 固力果（2008年－）
- 富士相機FinePix系列（2009年－）
- Lipton贅澤奶茶（2010年－）
- 富士通FMV電腦（2010年－）
- 立頓檸檬紅茶（2010年－）
- 豐田汽車Prius（2010年－）
- 哈根達斯冰淇淋系列（2011－2016年）
- 旁氏化妝品
- 三得利美麗茶
- 高絲Fasio
- EPSON印表機
- 速食意大利麵
- 味之素
- 高絲esprique
- Volvic礦泉水
- 精工Lukia系列
- 組曲服裝系列
- 高絲Salon Style系
- Sony MD隨身聽系列
- 大發汽車
- TOYOTA COROLLA new RUNX
- 2013美津濃年度代言人
- 夏普AQUOS系列手機（2017年－）

## 寫真集
- 《KOU-柴咲幸 in GO 寫真集》（2001年）
- 《0805》（2010年），柴咲幸出道以来首本写真集，全册在芬兰取景
- 《THE KO: 柴咲幸 photo book》（2019年）

## 外部連結
- （英文）（日語）柴咲幸官方網站 （页面存档备份，存于）
- （日語）柴咲幸唱片公司官方網站（Victor Entertainment） （页面存档备份，存于）
- （中文）柴咲幸台灣環球音樂官方頁
- （日語）經紀公司Les Trois Graces官方網站 （页面存档备份，存于）
- （日語）自創品牌MES VACANCES官方網站 （页面存档备份，存于）
- （日語）柴咲幸的X（前Twitter）
- （日語）柴咲幸的Instagram帳戶
- KO CLASS （页面存档备份，存于） - 柴咲コウ オフィシャル・ファンクラブ KO CLASS公式サイト
- KO CLASS （页面存档备份，存于） - KO CLASS Twitter
- KO CLASS （页面存档备份，存于） - KO CLASS Instagram
- MES VACANCES （页面存档备份，存于） - 柴咲コウ経営アパレルブランド MES VACANCES公式サイト
- MES VACANCES （页面存档备份，存于） - MES VACANCES Twitter
- MES VACANCES （页面存档备份，存于） - MES VACANCES Instagram